# Oeleroth

Oeleroth ist ein Ortsteil der Gemeinde Ruppichteroth.

## Geographie
Das Dorf liegt im Bröltal an der Grenze zum Oberbergischen Kreis. Westlich liegt Ruppichteroth. Nörd-/östlich liegt Dörgen, südlich Velken. Der Ort liegt mit seinem Gewerbegebiet und dem ehemaligen Bahnhof der Bröltalbahn an der Bundesstraße 478.

## Geschichte
1396 wird in einer Urkunde des Cassiusstiftes Bonn ein Tiel Kuygen aus Oelroede genannt.
1666 sind nach der Huldigungsliste folgende Haushaltsvorstände aus Oeleroth erschienen: Corstgen Moller, Arnoldt Weinantz, Thweß Arndt Moritz Sohn, Halfe Claß, Johann Juffmann, Johannes Cremer, Freiß Johann und Christian Arnolts Sohn. Nicht genau zuzuordnen sind Rorich Heyman, Gerhardt Schneider, Stoffel Fischer, Henrich Honscheid und Johans Schmit.
1809 hatte der Ort 74 katholische und 70 lutherische Einwohner.
1910 waren für Oeleroth die Haushalte Ackerer Karl und Peter Buchen, Stellmacher Peter Diederich, Rentner Joh. Gräf, Ackerer Peter Gräf, Müller Wilhelm Hegenböhmer, Ackerin Wwe. Wilhelm Heimann, Ackerer Peter Höhner, Wwe. Joh. Honscheid, Bremser Wilhelm Honscheid, Ackerer und Agent Karl Hundhausen, Postschaffner Anton Krey, Tagelöhner Peter Löbach, Schneider Wilhelm Merten, Geflügel- und Viehhändler Wilhelm Ohlig, Ackerer Arnold und Matthias Ottersbach, Ackerer, Wirt und Mühlenbesitzer Gustav Probach, Ackerin Wwe. Christian Riese, Ackerer Wilhelm Riese, Schreiner Robert Stommel, Ackerer Friedrich Weiand, Ackerin Wwe. Wilhelm Weiand und Maurer Gustav Wilhelms verzeichnet.
Die vermutlich im 18. Jahrhundert erbaute Mühle in Oeleroth im Besitz der Familie Probach stellte um 1930 ihren Betrieb ein.